# Сиенбейска империя
Сиенбейската империя е основана от император Таншъхуай през 150 година след като сиенбейците разбиват северните хунну.

## История
Император Таншъхуай създава силна империя и управлява земите от Манджурия до Джунгария и на север стига до Саяните. На юг той разбива китайците и управлява земите чак до река Хуанхъ. Таншъхуай умира през 181 година и след смъртта му неговите наследници водят междуособна война и през около 230 година империята се разпада. След това някои известни сиенбейски родове като мужун, туоба, цидан, шъуей и жоужан създават свои държави, които не се задържат за дълго време. Реалния потомък на тази империя е Жоужоанската империя, която е най-силната сиенбейска държава.